# Décembre 1798

## Événements
- France : réformes fiscales ; réorganisation de l’impôt foncier, de la côte mobilière, des patentes, réapparition de taxes indirectes (timbre, octroi de Paris, enregistrement). Ces mesures ne donnent guère de résultats.

- 1er décembre, Naples : la Grande-Bretagne s’allie avec le roi de Naples[1].

- 2 décembre :
  - combat de Kapellen.
  - Bataille de Pollare.

- 5 décembre :
  - massacre de Hasselt perpétré par les troupes françaises et qui met fin à la révolte belge[2].
  - Combat de Meylem.

- 8 décembre : introduction dans le budget du Royaume-Uni par William Pitt le Jeune de l'impôt sur le revenu[3], qui restera en vigueur pendant l'essentiel des guerres napoléoniennes mais sera aboli en 1816 une fois la paix revenue.

- 11 décembre : les troupes françaises de Championnet chassent les Napolitains de Rome. Le roi de Naples se replie en Sicile (23 décembre)[4]

- 14 décembre : Combat de l'HMS Ambuscade contre la Bayonnaise.

- 23 décembre : traité d’alliance défensive entre l’Empire ottoman et la Russie[5]

## Naissances
- 4 décembre : Jules Dufaure, avocat et homme politique français († 28 juin 1881)
- 24 décembre : Adam Mickiewicz, poète polonais († 26 novembre 1855)

## Décès
- 4 décembre : Luigi Galvani (né en 1737), physicien italien.
- 9 décembre : Johann Reinhold Forster (né en 1729), naturaliste allemand.
- 16 décembre : Thomas Pennant (né en 1726), amateur d'antiquités et naturaliste britannique.